# Bartol Zmajić
Bartol Zmajić (19. prosince 1907, Sušak, Rakousko-Uhersko – 16. dubna 1984, Záhřeb, SFRJ) byl chorvatský archivář a odborník pomocných věd historických, především heraldik, numizmatik, sfragistik a geneaolog.
Narodil se dne 19. prosince 1907 v Sušaku u Rijeky. Maturitu získal na reálném gymnáziu v Sušaku, poté studoval na Právnické fakultě v Záhřebu, kde svá studia zahájil roku 1931 a zakončil v roce 1934. Roku 1947 zahájil kariéru v státním archivu (dnes Chorvatský státní archiv) v Záhřebu. Odbornou archivnickou zkoušku (chorvatsky stručni arhivistički ispit) složil v roce 1947. O dva roky později začal působit i ve vedení Chorvatské numismatické společnosti (srbochorvatsky Hrvatsko numizmatičko društvo). Roku 1955 byl také členem redakce odborného časopisu Numizmatičke vijesti a v letech 1969 až 1972 jeho hlavní editor. V roce 1978 získal Řád práce se zlatým věncem a k 75. výročí svého života vyšla i pamětní medaile s jeho podobiznou kterou vypracoval Damir Matušić. V témže roce mu byl věnován i televizní seriál.
Ve své odborné práci se věnoval archivnictví, mnohem produktivnější byla ale jeho činnost v oboru sfragistiky a heraldiky. Sepsal celou řadu v odborné komunitě sledovaných a čtených prací. Podílel se na odpovídajících heslech encyklopedií, které vydával Jugoslávský lexikografický ústav. Své znalosti v oblasti heraldiky shrnul do učebnice s názvem Heraldika, která vyšla v Záhřebu v roce 1971. Zemřel v Záhřebu v roce 1984 a pohřben je ve městě Bakar.